# Scottish Singles and Albums Charts
Scottish Albums Chart es una lista musical compilada por Official Charts Company que se basa en las ventas semanales tanto físicas como digitales de la lista de álbumes del Reino Unido en Escocia. Mientras que la Scottish Singles Chart es la lista oficial de sencillos de Escocia, que compiló semanalmente a las ventas físicas y digitales dentro de la lista de sencillos del Reino Unido en Escocia, no se ha publicado desde el 27 de noviembre de 2020.
Los archivos del sitio web de Official Charts Company se remontan a febrero de 1994, cuando Millward Brown asumió el cargo de compiladores de listas musicales. Las listas escocesas permanecieron compilando ventas de sencillos digitales y físicos hasta la semana que finalizó el 27 de noviembre de 2020, cuando se suspendió la lista de sencillos y solo se publica las ventas físicas para la lista de álbumes mediante el sitio de la Official Charts Company. El último sencillo número uno fue «Always» de la banda escocesa The Snuts.